# Hay una carta para ti
Hay una carta para ti fue un programa de televisión español producido por Europroducciones y emitido por la cadena española de televisión Antena 3 entre 2002 y 2004, con presentación de la periodista Isabel Gemio. Se trata de una adaptación del formato italiano C'è posta per te.

## Estructura
Los espectadores se dirigen por carta al programa, solicitando que este contacte con un tercero a quien el remitente inicial desea transmitir un mensaje. Ambos, remitente y destinatario, coinciden seguidamente en el plató, si bien separados por una pantalla de forma que no pueden verse. Es entonces cuando al remitente se le comunica quien ha deseado ponerse en contacto con él y puede en ese momento, optar por escuchar el mensaje, y en su caso seguidamente coincidir físicamente con el remitente, o por el contrario, abandonar el plató.

## Temporadas
El programa tuvo tres temporadas, estrenándose la segunda y la tercera, respectivamente el 14 de septiembre de 2003 a  18 de julio de 2004
y presentación de:
- Isabel Gemio en el (2003 - 2004)

## Recuperación del formato
Diez años después de su estreno en Antena 3, la cadena Telecinco retomó la fórmula, con el título Hay una cosa que te quiero decir y presentación de: 
- Jorge Javier Vázquez en el (24 de abril de 2012 - 15 de marzo de 2014 / 5 de noviembre de 2014)
- Jordi González en el (22 de marzo de 2014 - 29 de octubre de 2014)